# 幹部候補生 (自衛隊)
自衛隊における幹部候補生（かんぶこうほせい、英: Officer Candidate）とは、幹部自衛官になるために教育・訓練を受けている学生、いわゆる士官候補生のことである。曹長（陸曹長・海曹長・空曹長）の階級が指定されるが、同じ曹長でも幹部候補生ではない者の上位とされる。幹部候補生としての教育課程を終えると、3尉（大学院修士課程修了者で院卒者試験に合格した者、医科・歯科幹部候補生、6年制卒の薬剤科幹部候補生は2尉）に昇任する。一般幹部候補生の平成27年度の応募者数は7334人で、前年度から13.8％減った。令和3年度の応募者数は4998人である。

## 概要
初級幹部自衛官を養成する課程であり、防衛大学校・防衛医科大学校出身者、航空学生・陸曹航空操縦学生課程の修了者、曹士隊員の部内選抜に加え、一般大学卒業もしくは大学院修士課程修了者の外部募集を行っている。一般大学からの募集コースは「一般幹部候補生」「歯科幹部候補生」「薬剤科幹部候補生」の3つ。歯科幹部候補生は歯学科卒、薬剤科幹部候補生は薬学科卒のみが応募可。三自衛隊ごとに幹部候補生学校が設けられている。養成期間は、課程により異なり、数週間から1年。

## 制服
制服は、曹長と3尉（3等陸尉・3等海尉・3等空尉）との両方の特徴を有する。
陸上自衛隊の幹部候補生たる曹長は、幹部と同様に袖章を付ける。正帽顎紐は金である。また階級章の上部に幹部候補生徽章を付ける。2017年に制服が変更になってからは、肩章が幹部と同様になりズボンにも幹部用の側章が入るようになった。
海上自衛隊の幹部候補生たる曹長は、正帽帽章は海曹と同様であるが顎紐は金色で、階級章も海曹長とは異なる3等海尉に類似のものを着用する。夏用の靴は、平成2年までは海曹士と同じく黒であったが、その後、米海軍の候補生とあわせるために幹部と同じ白靴になった。
航空自衛隊の幹部候補生たる曹長は、幹部と同様に正帽顎紐は銀である。また階級章の上部に幹部候補生徽章を付ける。

## 陸上自衛隊の幹部候補生等の区分
陸自幹部候補生の期別は西暦の下二桁に当該任用区分の記号を付して呼称する（一例として、2010年4月1日に部内幹候に任命された者は「10I」）
- 一般幹部候補生
  - 防衛大学校卒業者＝B
  - 一般大学卒業者＝U（現職から任用された場合は「U'」となる。）
  - 部内選抜試験合格者＝I
  - 陸曹航空操縦学生修了者=A（Aviation）
  - 音楽要員
- 医科幹部候補生＝M
- 歯科幹部候補生＝D
- 看護科幹部候補生＝ＮＢ[8]
- 薬剤科幹部候補生＝P
- 看護師資格保有者＝N
- 3尉候補者＝SLC

## 海上自衛隊の幹部候補生等の区分
現在では区分ごとに3つの学生隊に分けられる。
- 第1学生隊
  - 一般幹部候補生課程（1課程）＝ 防衛大学校卒業者（教育期間は約1年間）[9]
  - 一般幹部候補生課程（2課程）＝ 一般大学卒業者等の他、技術幹部候補生及び薬剤科幹部候補生（教育期間は約1年間）[9]
  - 医科歯科看護科幹部候補生課程 ＝ 防衛医科大学校及び歯学部卒業者の医科幹部候補生及び歯科幹部候補生、看護科幹部候補生（教育期間は約2か月）[9][10]
  - 公募幹部課程学生 ＝ キャリア採用幹部（旧・技術海上幹部）採用者（教育期間は約2か月）

- 第2学生隊
  - 飛行幹部候補生 ＝ 航空学生（海上要員）として入隊し、飛行教育を受け航空徽章（ウィングマーク）を取得した者（教育期間は約6か月）[9]
  - 一般幹部候補生（部内課程）＝ 部隊等で勤務している海曹の中から選抜された者（教育期間は約9か月）[9]

- 第3学生隊
  - 幹部予定者課程 ＝ 准海尉及び海曹長の中から選抜された者（教育期間は約4か月）[9]

1953年（昭和28年）5月、15名の一般大学出身者が第1期一般幹部候補生として横須賀田浦の術科学校に入校し、幹部候補生教育がスタートした。
当初第2期、3期幹候のように、同一年間に2クラスが卒業することもあった。また現在と異なり、4期幹候のように、一般大学・海上保安大学校出身者と部内海曹出身者が同一クラスで教育を受けることもあった。
江田島における幹部候補生教育は1956年（昭和31年）1月に第4期、5期幹候が田浦から江田島に移動して開始された。
1957年（昭和32年）4月、防衛大学校第1期生が海上自衛隊幹部候補生学校（海自幹候校）に第8期一般幹部候補生として入校した。

## 航空自衛隊の幹部候補生等の区分
- 一般幹部候補生
  - 防大（B）約6ヶ月
  - 一般大（U）約12ヶ月
  - 部内（I）約8ヶ月
    - 令和2年度より、防大及び一般課程(BU)を約9ヶ月の教育期間で試行中
- 飛行幹部候補生＝飛幹（A）約6ヶ月
  - 航空学生（航空要員）課程修了者
  - 年二回に分割されて課程が実施される(A1・A2)
- 医科歯科看護科幹部候補生（MDN）約2ヶ月
  - 防衛医科大学校等卒業者
- 3尉候補者課程（S）約3ヶ月
  - 准尉・曹長より選考選抜

## 種類

### 陸上自衛隊
一般幹部候補生
音楽科、衛生科（医師、歯科医師、看護師、薬剤師）以外の職域に配属される。
一般幹部候補生（音楽要員）
音楽科部隊で指揮・演奏を行う。適性検査として実技試験がある。
医科・歯科・看護科・薬剤科幹部候補生
陸上自衛隊の医官・歯科医官・看護官・薬剤官になることができる。

### 海上自衛隊
一般幹部候補生・一般要員
技術・飛行・音楽・医学科・歯学科・薬剤科以外の職域に配属される。
一般幹部候補生・音楽要員
音楽科部隊で指揮・演奏を行う。適性検査として実技試験がある。
一般幹部候補生・飛行要員
航空機の操縦または戦術航空士の任務を行う。航空学生課程修了者以外は飛行適性検査がある。
医科・歯科・看護科・薬剤科幹部候補生
海上自衛隊の医官・歯科医官・看護官・薬剤官になることができる。
技術海上幹部候補生
海上自衛隊の技術要員となる。

### 航空自衛隊
一般幹部候補生・一般要員
飛行・音楽・医学科・歯学科・薬剤科以外の職域に配属される。
一般幹部候補生・飛行要員
航空機の操縦またはナビゲーターの任務を行う。航空学生課程修了者以外は飛行適性検査がある。
一般幹部候補生・音楽要員
航空自衛隊の音楽隊で主として指揮を行う。適性検査として演奏や指揮等の試験がある。
医学科・歯学科・看護科・薬剤科幹部候補生
航空自衛隊の医官・歯科医官・看護官・薬剤官になることができる。
技術航空幹部候補生
航空自衛隊の技術要員となる。

## 対象者
- 防衛大学校の卒業者[11]
- 部外選抜試験は22歳以上26歳未満の者[注 1][注 2]。
- 部内選抜試験は25歳以上42歳未満で下記のいずれかの条件を満たす者[14]。受験回数は4回まで(3尉候補者は3回まで[15]詳細は「3尉候補者課程」の項を参照されたい）となっている。
  - 曹長または1曹の階級にある者
  - 2曹昇任後1年を経過した者（陸自看護学生として採用された者は任用3年経過後）
  - 3曹任用後4年を経過した[注 3]、年齢25歳以上の者
- 医学科・歯学科・薬剤科幹部候補生は下記の条件を満たす者
  - 医科幹部候補生の場合は20歳以上30歳未満の者[16]
  - 歯科幹部候補生の場合は20歳以上30歳未満の者[17]
  - 薬剤科幹部候補生は20歳以上28歳未満の者[注 4]。
- 陸曹航空操縦学生課程の修了者[19]
- 航空学生の修了者（飛行要員に限定）[20]
- 大卒で業務経験のある社会人を対象としたキャリア採用幹部（旧・技術海上幹部・技術航空幹部）として採用された者[9]。

## 幹部候補生学校卒業後の進路
幹部候補生学校を卒業した候補生は、3尉（大学院修士課程修了者で院卒者試験に合格した者、医科・歯科幹部候補生、6年制卒の薬剤科幹部候補生は2尉）に昇任し、各部隊及び術科学校等に配属される。ただし、医科・歯科・薬剤科幹部候補生は医師国家試験、歯科医師国家試験、薬剤師国家試験に合格する必要があり、不合格であった候補生は候補生の身分のままで衛生職種に勤務することとなる。国家試験に合格すれば本来昇任するはずの階級にまで昇任できるが、特例として、医科・歯科幹部候補生は1年、薬剤科幹部候補生は1年6月経過すると3尉（修士課程修了者は2尉）に昇任する。
幹部昇任後は段階的に各種学校等で教育を受け、特に防衛大・一般大卒業者の場合、1尉までは横並び（ストレートで行けば28歳前後）に昇任する。その後、3佐以降の昇任に関してはAOC課程の修了が必須となり、また1佐以上の高級幹部になる為には、特に陸上と航空の場合、幹部学校等の指揮幕僚課程に進む必要がある。1尉以上の昇任の早さは、幹部候補生学校の席次、勤務成績、指揮幕僚課程の席次によって大きく左右される。また、内外の大学院や海外の軍学校への留学に際しても、これらの成績・席次の高さが必要条件となる。
航空学生課程の修了者からなる飛行幹部は基本的に原隊に復帰する。特に海上要員は卒業後に機長となる資格を得る。一般とは違い専任の操縦士として養成されているため横並び昇任は3尉までとなり、大半は飛行班長・教官として3佐で定年を迎える。また40歳前後になると、民間に操縦士として斡旋される割愛制度の対象となるため一定数が定年前に退職する。しかし指揮幕僚課程に進むことも可能である。航空学生（航空要員）出身の幹部候補生は前後の2期に分かれて幹部候補生学校に入校するが、これは天候や機材の影響による入校前の操縦訓練の遅れや教育期間が機種により異なることから、教育の効率化と任官時期を合わせることを狙ったためである。なお、航空学生（海上要員）出身の幹部候補生（飛行幹部候補生）は1期のみである。
卒業式は入校者の区分ごとに行われる。